# Autoportrait (Degas, Paris)
Pour les articles homonymes, voir Autoportrait (Degas).
L'Autoportrait (ou Portrait de l'artiste) est une peinture de l'artiste français Edgar Degas, réalisée en 1855 et conservée au Musée d'Orsay à Paris.

## Description
Degas a réalisé cette œuvre à seulement vingt et un ans, avant de prendre la route de l'Italie. Il s'agit de l'un des plus remarquables parmi ses quinze autoportraits. Il s'est, en fait, souvent pris comme modèle, se représentant comme un dandy raffiné et décontracté, parfaitement intégré et à l'aise dans la société. 
Cet autoportrait, toutefois, fait cependant ressentir une certaine innocence de la jeunesse : Degas, de toute évidence, n'est pas encore sûr de son talent et son visage, apparemment guindé, trahit la peur et l'anxiété liées aux aspirations de quelqu'un qui a juste commencé à s'engager dans l'art. La pose est formelle et académique, liée aux portraits officiels et, en particulier, aux œuvres d'Ingres, l'artiste adoré par Degas à cette époque. 
La peinture a été vendue à l'État français en 1927 lors de la vente posthume de la collection de son frère, René Degas, pour le compte du musée du Louvre. Elle est arrivée en 1986 au Musée d'Orsay nouvellement créé, où elle se trouve toujours sous le numéro d'inventaire RF 2649.